# Kościół św. Alberta w Trzyńcu
Kościół św. Alberta w Trzyńcu – kościół w stylu neogotyckim zbudowany z  muru licowego, który służy jako kościół parafialny parafii rzymskokatolickiej w Trzyńcu. Poświęcony jest św. Albertowi z Jerozolimy. Znajduje się na wysokości 305 m n.p.m. Ma wysokość 14 m.

## Historia
Wybudowano go w latach 1882-1885 na koszt arcyksięcia Albrechta Fryderyka Habsburga według projektu Albina Theodora Prokopa, od roku 1871 dyrektora Komory Cieszyńskiej. Kościół ma kształt krzyża, u głównego wejścia znajduje się wysoka wieża. Przy prezbiterium znajduje się szereg ozdobnych wież i na całej długości fałszywe filary nośne. 
Od roku 2010 jest zabytkiem chronionym wraz z innymi budynkami w pobliżu kościoła.
Przez tego samego architekta zostały zaprojektowane także kościoły w Bystrzycy i Łomnej Górnej.

## Architektura
Bryła wydatnie akcentowana gęsto ustawionymi szkarpani, zdominowana przez masywną wieżę zachodnią, czyni wrażenie bardzo zwartej. Niezwykły jest efekt wnętrza. Jest to trójnawowa hala o wąskich nawach bocznych, wparta jedynie na czterech, szeroko rozstawionych, potężnych, mocno profilowanych filarach. Wraz z krótkimi, poligonalnie zamkniętymi transeptem i prezbiterium powstaje monumentalnie jednorodna przestrzeń wyraźnie do środkowo ukierunkowana.

## Galeria

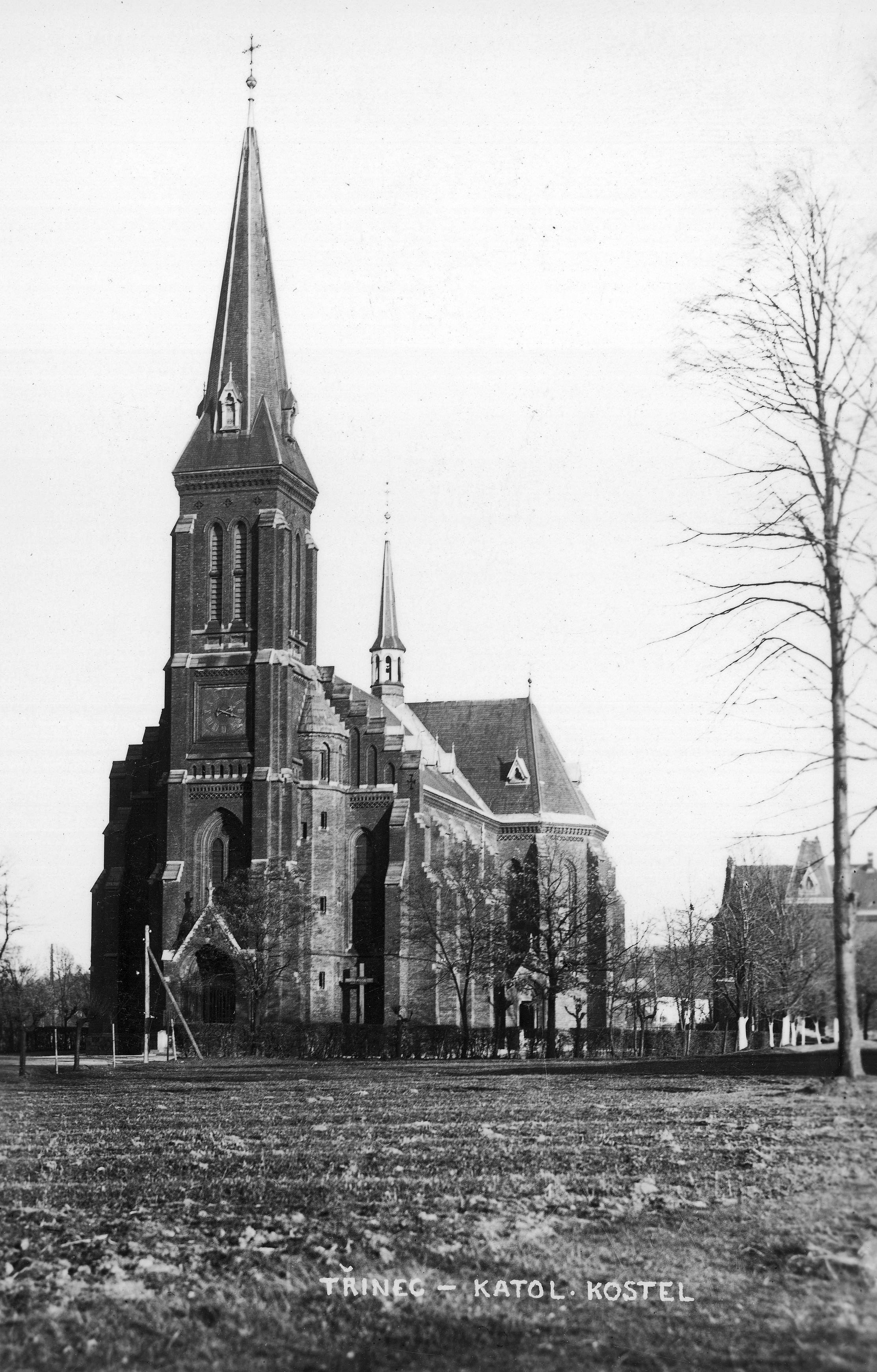
Widok kościoła – pierwsza poł. XX wieku
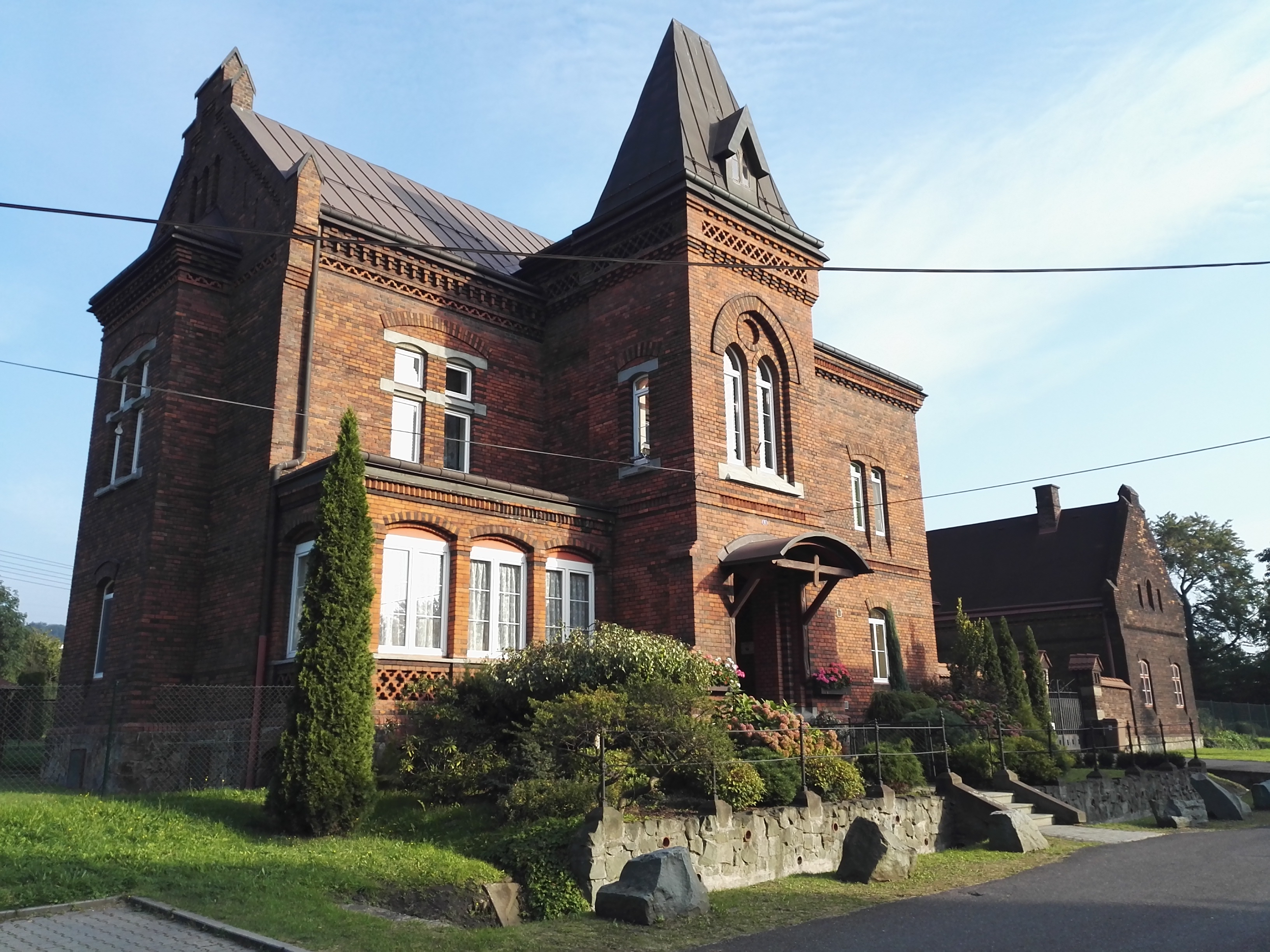
Fara
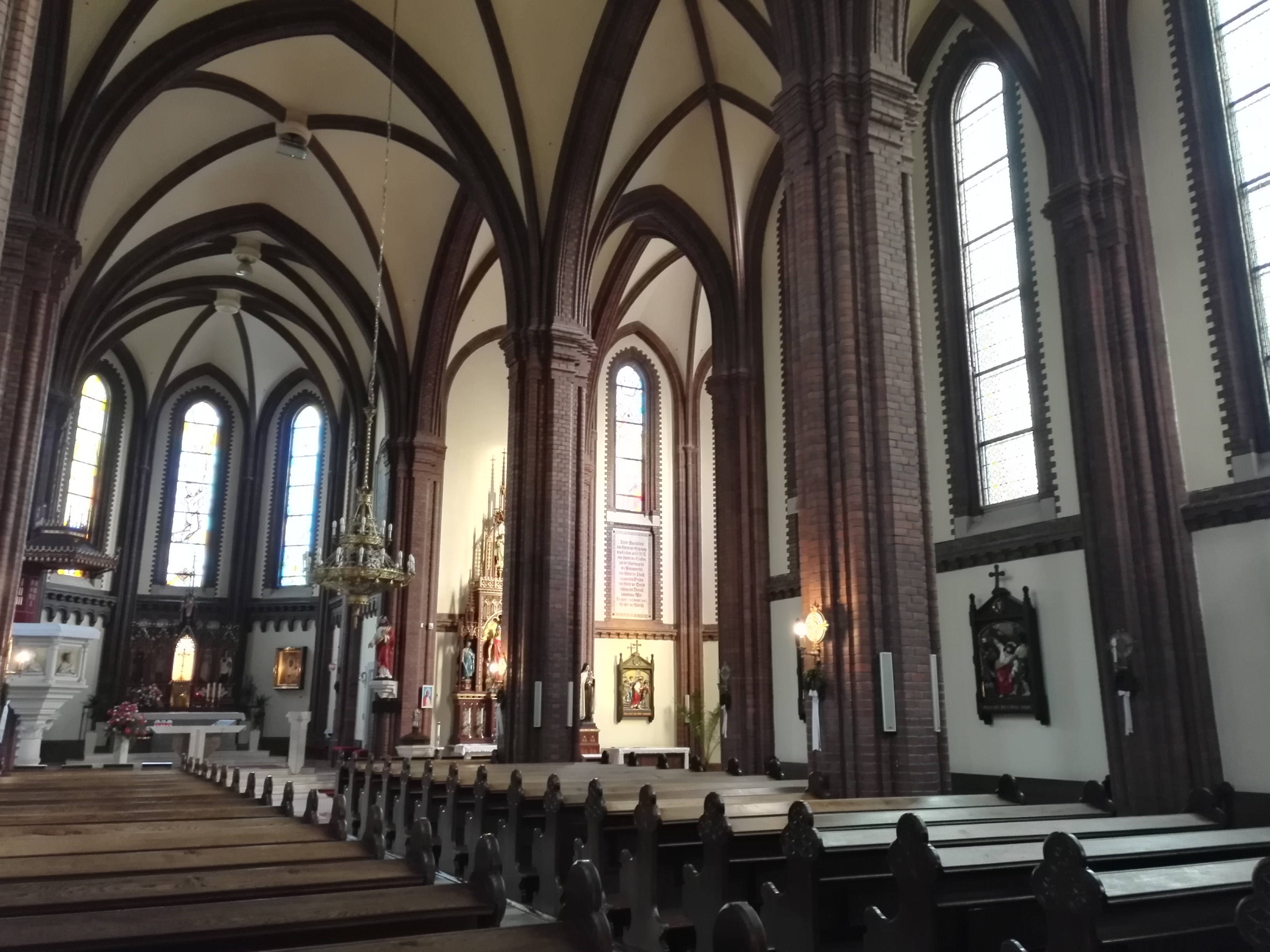
Wnętrze kościoła
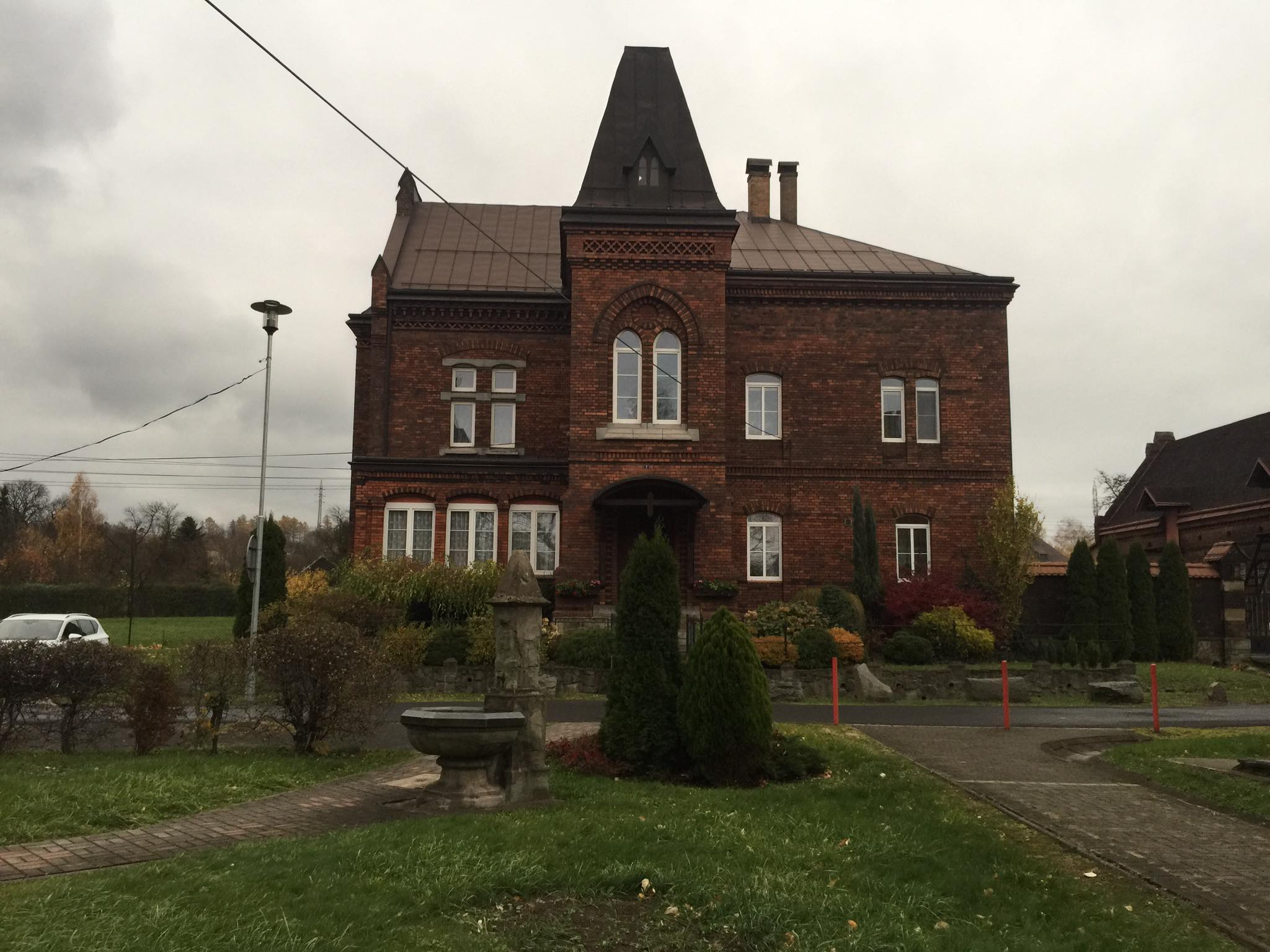
Fara
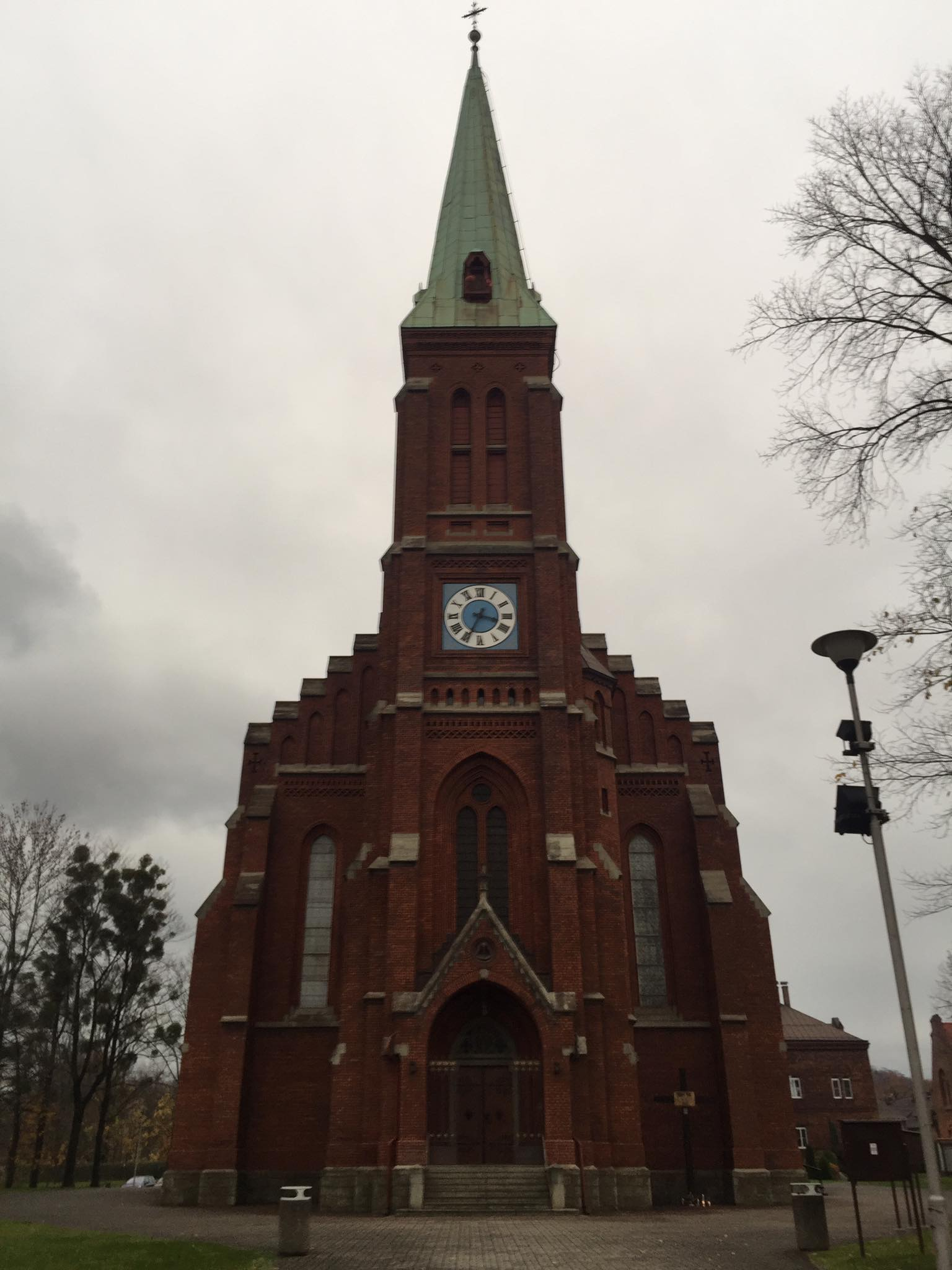
Kościół św. Alberta w Trzyńcu
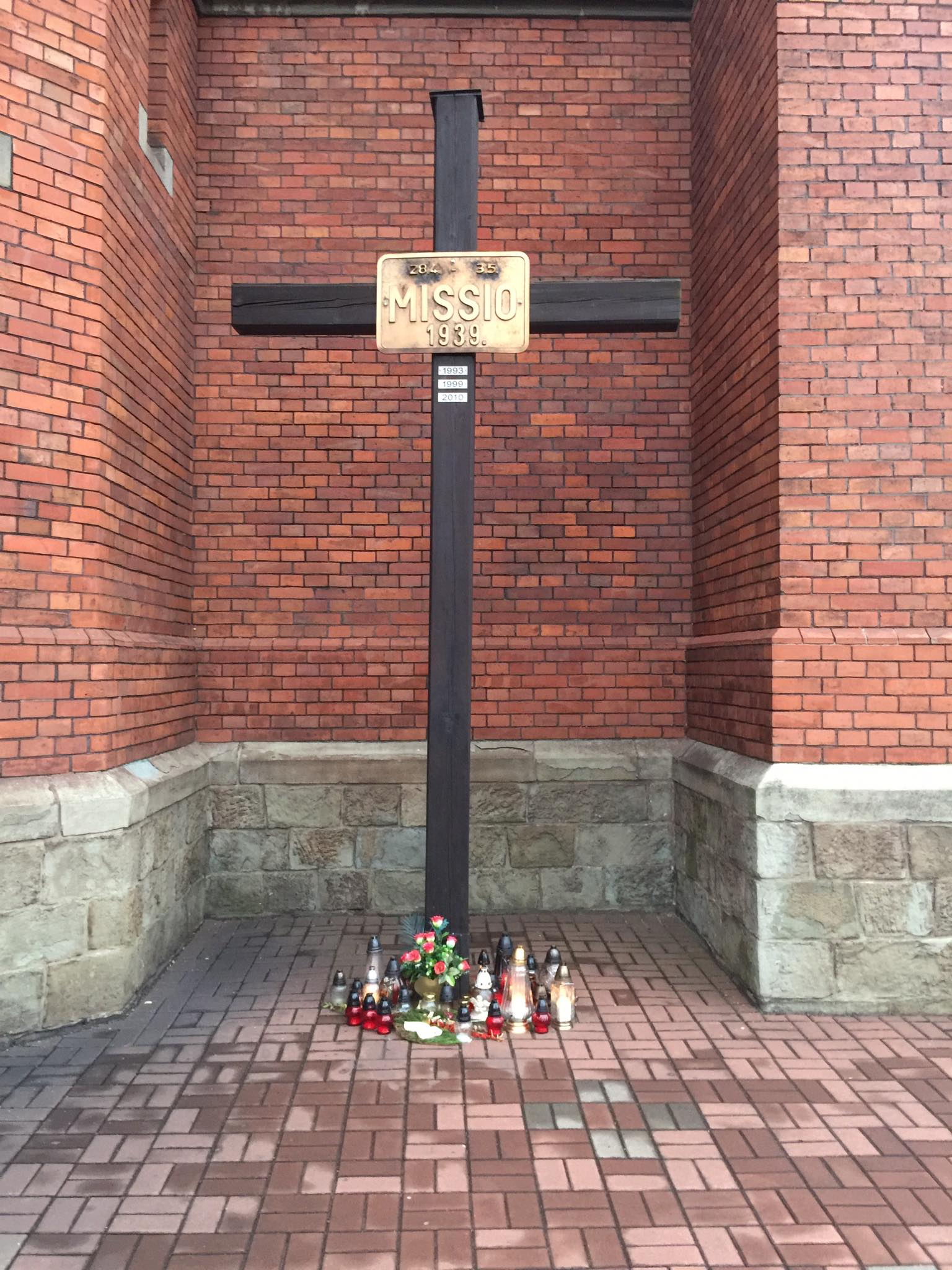
Krzyż
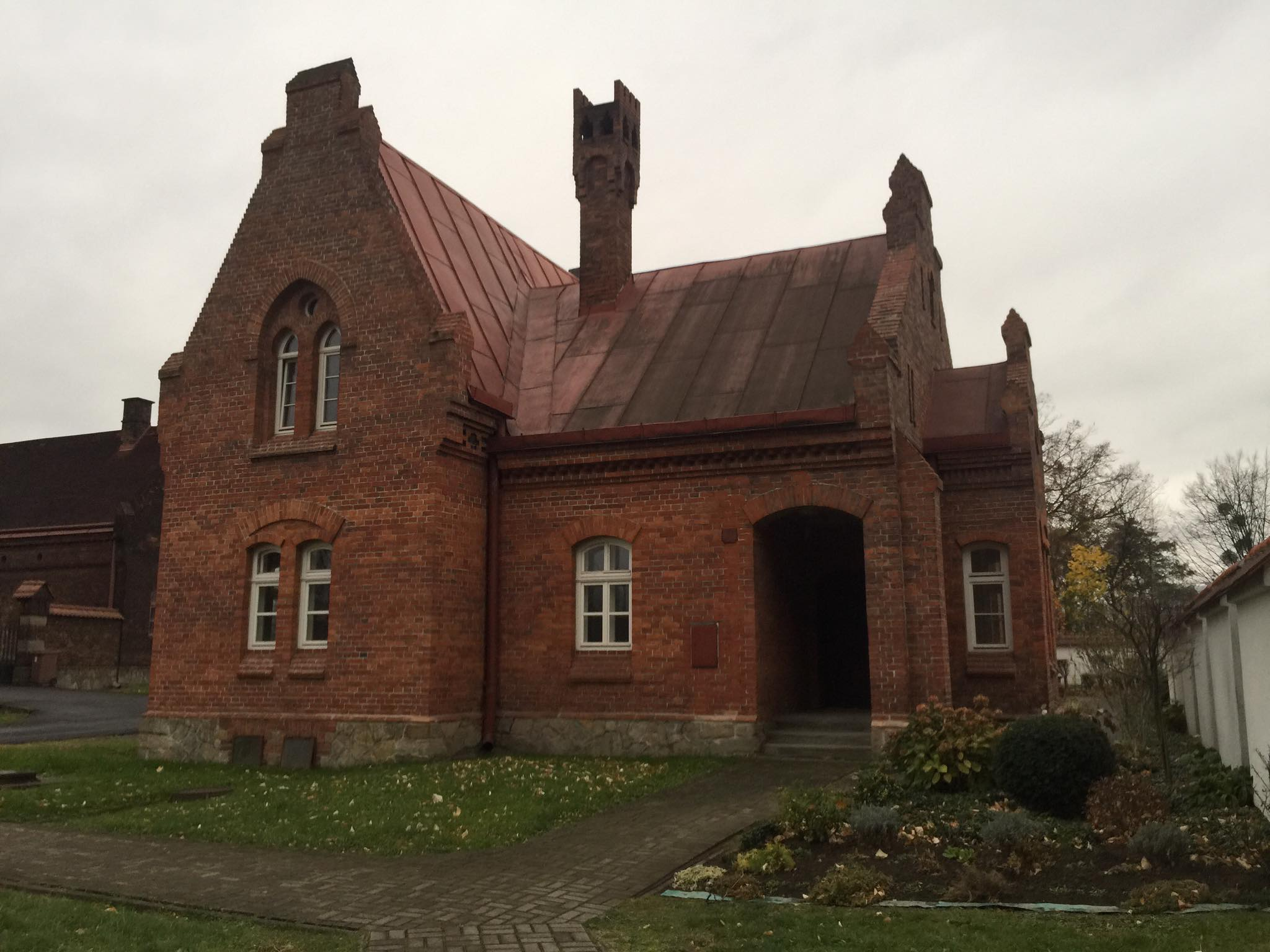
Budynek obok kościoła